# Zoodóchos Pigí (Athènes)
Pour les articles homonymes, voir Zoodóchos Pigí.
La Sainte Église de Zoodóchos Pigí est un édifice religieux situé au centre d'Athènes en Grèce et plus précisément dans le bloc formé par les rues de l'Académie, Georgíou Gennadíou, Fidíou et Emmanuíl Benáki. Autour de l'église s'est développé le quartier homonyme.